# Reial Acadèmia de Belles Arts d'Anvers
La Reial Acadèmia de Belles Arts d'Anvers és institut superior d'ensenyament superior de les Belles Arts de la ciutat d'Anvers a Bèlgica. Creada el 1664 és una de les més antigues d'Europa. Des de la reorganització de la formació universitària en aplicació del procés de Bolonya el 2013 va ser integrada en l'«AP Hogeschool Antwerpen».

## Història
Durant de la Guerra dels Vuitanta Anys (1568-1648) molts artistes i intel·lectuals havien fugit el règim espanyol dels Països Baixos del sud, cap al nord, principalment vers Amsterdam, dins de la República de les Províncies Unides on vigia una actitud més oberta devers les arts que al sud, dominat per la inquisició i un ultramontanisme ortodox. A més, la República controlava la desembocadura de l'Escalda el que va causar l'ocàs econòmic de la ciutat d'Anvers i per conseqüència l'ocàs de la seva rica vida cultural.
A principi dels anys 1660, uns artistes, entre els quals hi ha els pintors David Teniers el Jove i Theodoor Boeyermans, van voler recrear una vida cultural. Teniers, pintor del governador, l'arxiduc Leopold Guillem d'Habsburg, va demanar una cèdula reial a l'aleshores rei Felip IV de Castella per la creació d'una acadèmia. El primer projecte era una formació «de geometria, arquitectura i perspectiva, els principis de l'art de la pintura, de l'aiguafort i de l'escultura, així com un taller de model in viu». El primer curs era limitat al dibuixar i modelar, organitzat i finançat pel gremi de Sant Lluc. Els primers decennis l'activitat era força irregular per manca de recursos pecuniaris. Prop de la bancarrota, el 1741 el gremi va cedir l'acadèmia a l'ajuntament de la ciutat.